# Муравьёв, Павел Игнатьевич
Павел Игнатьевич Муравьёв (1917—2003) — лётчик-ас, командир авиаэскадрильи 271-го истребительного авиационного полка (274-я истребительная авиационная дивизия, 1-й истребительный авиационный корпус, 3-я воздушная армия, Калининский фронт), участник Великой Отечественной войны, Герой Советского Союза (1943).

## Биография
Павел Муравьёв родился 20 декабря 1917 года в деревне Сныткино (ныне — Брасовский район Брянской области). В 1930 году переехал в город Севск, где окончил семь классов школы. Позднее окончил два курса зооветеринарного техникума в Сычёвке Смоленской области и аэроклуб во Ржеве. В апреле 1938 года Муравьёв был призван на службу в Рабоче-крестьянскую Красную Армию. В том же году он окончил Одесскую военную авиационную школу лётчиков. Участвовал в боях советско-финской войны. Там выполнил 94 боевых вылета и в воздушных боях сбил 3 финских самолёта в составе группы.
В августе 1941 года окончил курсы командиров эскадрилий. С октября того же года — на фронтах Великой Отечественной войны. В боях был ранен.
К февралю 1943 года старший лейтенант Павел Муравьёв командовал эскадрильей 271-го истребительного авиаполка 274-й истребительной авиадивизии 1-го истребительного авиакорпуса 3-й воздушной армии Калининского фронта. За время войны он совершил 289 боевых вылетов, принял участие в 83 воздушных боях, сбив 22 вражеских самолёта лично и ещё 6 — в составе группы.
Указом Президиума Верховного Совета СССР от 1 мая 1943 года за «мужество и героизм, проявленные в боях», гвардии капитан Павел Муравьёв был удостоен высокого звания Героя Советского Союза с вручением ордена Ленина и медали «Золотая Звезда».
К 9 мая 1945 года совершил 473 боевых вылета, провёл 149 воздушных боёв, сбил 22 самолёта лично и 3 в составе группы.
После окончания войны Муравьёв продолжил службу в Советской Армии. В сентябре 1953 года в звании подполковника он был уволен в запас. Проживал и работал в Москве. Скончался 19 февраля 2003 года, похоронен на Головинском кладбище Москвы.
Был также награждён тремя орденами Красного Знамени, орденом Александра Невского, тремя орденами Отечественной войны 1-й степени, рядом медалей.